# Abd-al-Qàhir (nom)
Abd-al-Qàhir és un nom masculí teòfor àrab islàmic (àrab: عبد القاهر, ʿAbd al-Qāhir) que literalment significa ‘Servidor del Victoriós’, essent «el Victoriós» un atribut de Déu. Si bé Abd-al-Qàhir és la transcripció normativa en català del nom en àrab clàssic, també se'l pot trobar transcrit Abdul Qahir... normalment per influència de la pronunciació dialectal o seguint altres criteris de transliteració. Com a teòfor, també el duen musulmans no arabòfons que l'han adaptat a les característiques fòniques i gràfiques de la seva llengua.